# Football Club Arzignano Valchiampo
Il Football Club Arzignano Valchiampo S.r.l., meglio noto come Arzignano Valchiampo o Arzignano, è una società calcistica italiana con sede nella città di Arzignano, in provincia di Vicenza. Milita in Serie C, la terza divisione del campionato italiano.
Il sodalizio è nato nel 2011, dopo la fusione del precedente club Garcia Moreno Arzignano con il Chiampo, e si fa portatore della tradizione calcistica cittadina dell'A.C. Arzignano fondato nel 1920.
Nella stagione 2018-2019 ha vinto il girone C di serie D ottenendo la prima promozione della sua storia in Serie C dal 1948. L'anno successivo viene però retrocessa riconquistando la promozione appena due anni dopo, vincendo il girone C della Serie D nella stagione 2021-2022.

## Storia
Le origini del calcio ad Arzignano risalgono al 1920, quando nacque l'A.C. Arzignano, grazie all'avvocato Pio Veronese, che ne divenne il primo presidente. Nel 1926-1927 l'Arzignano disputò il suo primo campionato, partecipando al campionato provinciale U.L.I.C., l'allenatore era Remo Rossettini. Lo stemma della squadra divenne il grifone simbolo di Arzignano e le divise erano bianche. Di questa stagione non si hanno molte notizie: si sa che a gennaio l'Arzignano era primo ed aveva ottenuto una vittoria in casa del Valdagno, battendolo per 7 reti a 0. Il campionato finì senza la promozione della squadra. Nel periodo estivo di pausa l'Arzignano disputa diverse amichevoli, una delle quali col Vicenza, squadra che militava in Serie B. Nel 1927-1928 l'Arzignano partecipò nuovamente al campionato provinciale U.L.I.C., anche se ci sono più notizie di questo campionato non si sa come finì. Notizia importante del 1928: si smise di giocare in Campo Marzio e si iniziò a giocare nel campo sportivo cittadino, che fu inaugurato il 12 maggio in amichevole contro la squadra vicentina Esperia, battuta per 4 reti a 1. Fu cambiato il colore della maglia, da bianco divenne azzurro, la prima partita giocata in azzurro fu il 3 ottobre contro il Monteforte battuto per 6 reti a 3.
Nel 1928-1929 l'Arzignano partecipò al campionato di Terza Divisione veneto nel girone A, arrivando secondo con 14 punti in 11 partite, primo arrivò l'Audace che vinse poi le finali per il titolo Veneto. L'allenatore della squadra era diventato Romolo De Marzi, che fino all'anno prima giocava per l'Arzignano; cambiò anche il presidente, che divenne il dottore Orlandino Marzotto. Nel 1929-1930 l'Arzignano si iscrisse nel girone A della Terza, arrivando nuovamente secondo, venendo in seguito ammesso alla categoria superiore dal Direttorio Regionale Veneto.
Nel 1930-1931 l'Arzignano si iscrisse perciò in Seconda Divisione nel girone B, arrivando terzo; cambiò il presidente con la persona del cavaliere Gino Bonazzi. Il 18 gennaio 1930 morì l'aviere ventottenne Tomaso Dal Molin, schiantandosi sul Lago di Garda, in sua memoria fu chiamato il campo sportivo cittadino, in quanto era conosciuto ad Arzignano. Nel 1931-1932 l'Arzignano partecipò al campionato di seconda divisione, arrivando secondo, ed importante fu la vittoria per 8 a 1 contro l'Audace di San Michele Extra. Nella sua storia, prima della fusione con il ValChiampo, la squadra arzignanese ha partecipato a tre campionati di Serie C (1942-1943, 1946-1947, 1947-1948).
Nel 2005, dalla fusione col l'U.S.D. Garcia Moreno, nasce l'U.S.D. G. M. Arzignano. Nell'estate 2011, dalla nuova fusione tra l'U.S.D. Chiampo e l'U.S.D. G.M. Arzignano nasce l'A.S.D. Union ArzignanoChiampo: la maglia diventa pertanto giallo-celeste, i colori ereditati rispettivamente dal Chiampo e dal G.M. Arzignano (alcuni anni dopo, comunque, il Chiampo verrà autonomamente rifondato). Nella stagione 2011-2012 la compagine ha partecipato al campionato di Promozione Veneto, vinto in quella successiva. Nella stagione 2013-14 arriva secondo nel girone A di Eccellenza Veneto alle spalle del Villafranca Veronese, ma riesce comunque ad ottenere la promozione in Serie D battendo il Catania San Pio X nello spareggio tra le due semifinaliste di Coppa Italia Dilettanti. Dopo tre tranquille stagioni in Serie D, nell'estate 2017 il sodalizio del presidente Lino Chilese assume la nuova denominazione A.S.D. Arzignano Valchiampo. Nella stagione 2017-2018 conclude il campionato al terzo posto accedendo ai play-off e li vince battendo 5-2 il Mantova in semifinale e 4-3 il Campodarsego in finale, senza però essere ammessa in C. Nella successiva stagione sportiva vince il campionato di Serie D, recuperando 8 punti che, al giro di boa del campionato, la separavano dalla capolista, con una giornata d'anticipo: il grifone oro-celeste era salito in Serie C dopo la bellezza di 71 anni, ed era approdato così, per la prima volta nella propria storia, tra i professionisti. L'anno successivo, dopo i playout, sfortunatamente retrocede in D. Nella stagione 2020-2021 vince i playoff di Serie D contro l’Union Clodiense Chioggia Sottomarina per 2-1, dopo il secondo posto in campionato. Nella stagione 2021-2022, rimane in testa dalla prima all’ultima giornata di campionato in cui affronta a Chioggia l’Union Clodiense Chioggia Sottomarina che si trova a -1 punto dai giallo-celesti; all’89’ l’Arzignano trova il gol dell’1-1 che riporta in Serie C la società, due anni dopo.
Il campionato di Serie C 2022-2023 viene chiuso al nono posto che permette al club giallo-celeste di qualificarsi a sorpresa ai playoff, dove verrà eliminato al primo turno dal Renate. Più sofferta la stagione successiva, conclusasi con una salvezza conquistata all'ultima giornata grazie ad un pareggio contro l'Atalanta U23. La stagione seguente (24-25) vedrà una nuova avventura ai playoff, conclusasi nuovamente al primo turno contro il Renate.

## Stadio
- 1920-1928: Campo Marzio.[2]
- 1928-2019/ 2020- oggi: Stadio Tommaso Dal Molin.
- 2019-2020: Stadio Romeo Menti di Vicenza

## Palmarès

### Competizioni interregionali
- Serie D: 2

2018-2019 (girone C), 2021-2022 (girone C)

### Competizioni regionali
- Promozione: 4

1989-1990 (girone A), 2004-2005 (girone A), 2007-2008 (girone B), 2012-2013 (girone B)
- Campionato italiano di terza divisione: 1

1930-1931 (girone B)
- Coppa Italia Dilettanti Veneto: 1

2013-2014

### Altri piazzamenti
- Serie D:

Secondo posto: 2017-2018 (girone C)
Terzo posto: 2020-2021 (girone C)
- Eccellenza:

Secondo posto: 2013-2014 (girone A)
- Promozione:

Secondo posto: 1950-1951 (girone B), 1952-1953 (girone A), 2011-2012 (girone A)
- Coppa Italia Dilettanti:

Semifinalista: 1994-1995 (finalista della Fase C.N.D.), 2013-2014

## Statistiche e record

### Partecipazione ai campionati
| Livello | Categoria                                | Partecipazioni | Debutto   | Ultima stagione | Totale |
| ------- | ---------------------------------------- | -------------- | --------- | --------------- | ------ |
| 3º      | Serie C                                  | 8              | 1942-1943 | 2025-2026       | 8      |
| 4º      | Promozione                               | 4              | 1948-1949 | 1951-1952       | 16     |
| 4º      | IV Serie                                 | 3              | 1954-1955 | 1956-1957       | 16     |
| 4º      | Campionato Interregionale                | 1              | 1958-1959 | 1958-1959       | 16     |
| 4º      | Serie D                                  | 8              | 1959-1960 | 2021-2022       | 16     |
| 5º      | Campionato Interregionale - Seconda Cat. | 1              | 1957-1958 | 1957-1958       | 13     |
| 5º      | Campionato Interregionale                | 2              | 1990-1991 | 1991-1992       | 13     |
| 5º      | Campionato Nazionale Dilettanti          | 7              | 1992-1993 | 1998-1999       | 13     |
| 5º      | Serie D                                  | 3              | 1999-2000 | 2001-2002       | 13     |

## Organico

### Rosa 2025-2026
| N. |                    | Ruolo | Calciatore          |
| -- | ------------------ | ----- | ------------------- |
| 1  | Italia (bandiera)  | P     | Manfredi Nespola    |
| 4  | Italia (bandiera)  | C     | Riccardo Chiarello  |
| 5  | Italia (bandiera)  | D     | Stefano Rossoni     |
| 6  | Albania (bandiera) | C     | Erald Lakti         |
| 7  | Italia (bandiera)  | C     | Eddy Lanzi          |
| 8  | Italia (bandiera)  | C     | Mattia Damiani      |
| 9  | Italia (bandiera)  | A     | Andrea Mattioli     |
| 10 | Italia (bandiera)  | C     | Mattia Minesso      |
| 11 | Italia (bandiera)  | A     | Alberto Basso Ricci |
| 12 | Italia (bandiera)  | P     | Riccardo Lotto      |
| 13 | Italia (bandiera)  | D     | Fabio Cariolato     |
| 16 | Italia (bandiera)  | C     | Mirco Moretti       |
| 17 | Italia (bandiera)  | C     | Luigi Castegnaro    |

| N. |                       | Ruolo | Calciatore         |
| -- | --------------------- | ----- | ------------------ |
| 19 | Italia (bandiera)     | D     | Francesco Toniolo  |
| 20 | Italia (bandiera)     | C     | Manuel Antoniazzi  |
| 22 | Italia (bandiera)     | P     | Filippo Manfrin    |
| 23 | Italia (bandiera)     | D     | Edoardo Bernardi   |
| 25 | Italia (bandiera)     | C     | Riccardo Spaggiari |
| 26 | Italia (bandiera)     | D     | Salvatore Boccia   |
| 27 | Italia (bandiera)     | D     | Alessandro Coppola |
| 32 | San Marino (bandiera) | A     | Nicola Nanni       |
| 33 | Italia (bandiera)     | D     | Andrea Boffelli    |
| 44 | Italia (bandiera)     | D     | Federico Valentini |
| 47 | Italia (bandiera)     | D     | Noè Jamali         |
| 57 | Italia (bandiera)     | D     | Alessio Milillo    |